# Hemicordulia ericetorum
Hemicordulia ericetorum är en trollsländeart som beskrevs av Maurits Anne Lieftinck 1942. Hemicordulia ericetorum ingår i släktet Hemicordulia och familjen skimmertrollsländor. Inga underarter finns listade i Catalogue of Life.